# Eduardo Garduño
Eduardo Garduño es un futbolista mexicano. Jugó para el Club Deportivo Guadalajara de 1953 a 1955. 

## Clubes
| Club        | País   | Año         |
| ----------- | ------ | ----------- |
| Guadalajara | México | 1953 - 1955 |